# Ducado de Bytom
El Ducado de Bytom (en polaco: Księstwo Bytomskie) o Ducado de Beuthen (en alemán: Herzogtum Beuthen) fue uno de los mucho ducados de Silesia. Fue establecido en la Alta Silesia en torno a 1281 durante la división del ducado de Opole y Racibórz entre las hijos del duque Vladislao de Opole. La capital del ducado era Bytom (Beuthen), anteriormente parte de la Polonia Menor hasta que en 1177 el Alto Duque polaco Casimiro II el Justo lo añadió al silesio Ducado de Racibórz.

## Historia
Cuando Casimiro, el segundo hijo de Vladislao, pasó a ser Duque de Bytom, en un principio gobernó conjuntamente con su hermano, el Duque Bolko I de Opole, y desde 1284 en solitario. El conflicto con su primo Piasta, el Duque Enrique IV Probus de Silesia-Breslavia, llevó a Casimiro a buscar abrigo en el rey Wenceslao II de Bohemia y en 1289 se convirtió en el primer duque de los Piastas silesios en someterse bajo señorío bohemio.
Con la muerte de Boleslao, el nieto de Casimiro, en 1355 la rama de Bytom de los Piastas llegó a su extinción y en la subsiguiente disputa de herencia su viuda Margarita de Sternberg tuvo que ceder la parte septentrional del ducado, incluyendo el señorío de Koźle, al Duque Conrado I de Oleśnica, mientras que la parte restante fue legada al Duque Casimiro I de Cieszyn. Bytom permaneció dividido hasta que en 1459 el Duque Wenceslao I de Cieszyn vendió su porción al Duque Conrado IX el Negro de Oleśnica y el ducado fue reunificado bajo su gobierno.
En 1472 Matías Corvino de Hungría, entonces auto-declarado Rey de Bohemia, anexó Bytom y lo comprometió al Señor Jan de Zierotin. En 1498 fue finalmente fusionado de nuevo con el Ducado de Opole bajo el gobierno del Duque Jan II el Bueno. Jan había firmado un tratado de herencia con el Margrave Jorge de Brandeburgo-Ansbach, quien en 1526 fue enfeudado con el Ducado de Bytom por el rey Luis II Jagellón de Bohemia.
Su gobierno sin embargo fue negado por los sucesores de Luis de la Casa de Habsburgo, quienes observaban con sospecha la ganancia de poder de la Casa de Hohenzollern en Silesia. Después de la batalla de la Montaña Blanca de 1620, el emperador Fernando II de Habsburgo tomó la oportunidad para privar al Elector Jorge Guillermo de Brandeburgo del gobierno sobre Bytom. Después permaneció como territorio libre dentro de la monarquía Habsburgo hasta su anexión por el Reino de Prusia en 1742.